# Johnsonville (South Carolina)
Johnsonville is een plaats (city) in de Amerikaanse staat South Carolina, en valt bestuurlijk gezien onder Florence County.

## Demografie
Bij de volkstelling in 2000 werd het aantal inwoners vastgesteld op 1418.
In 2006 is het aantal inwoners door het United States Census Bureau geschat op 1455, een stijging van 37 (2,6%).

## Geografie
Volgens het United States Census Bureau beslaat de plaats een oppervlakte van
4,1 km², geheel bestaande uit land. Johnsonville ligt op ongeveer 21 m boven zeeniveau.

## Plaatsen in de nabije omgeving
De onderstaande figuur toont nabijgelegen plaatsen in een straal van 32 km rond Johnsonville.